# Saison

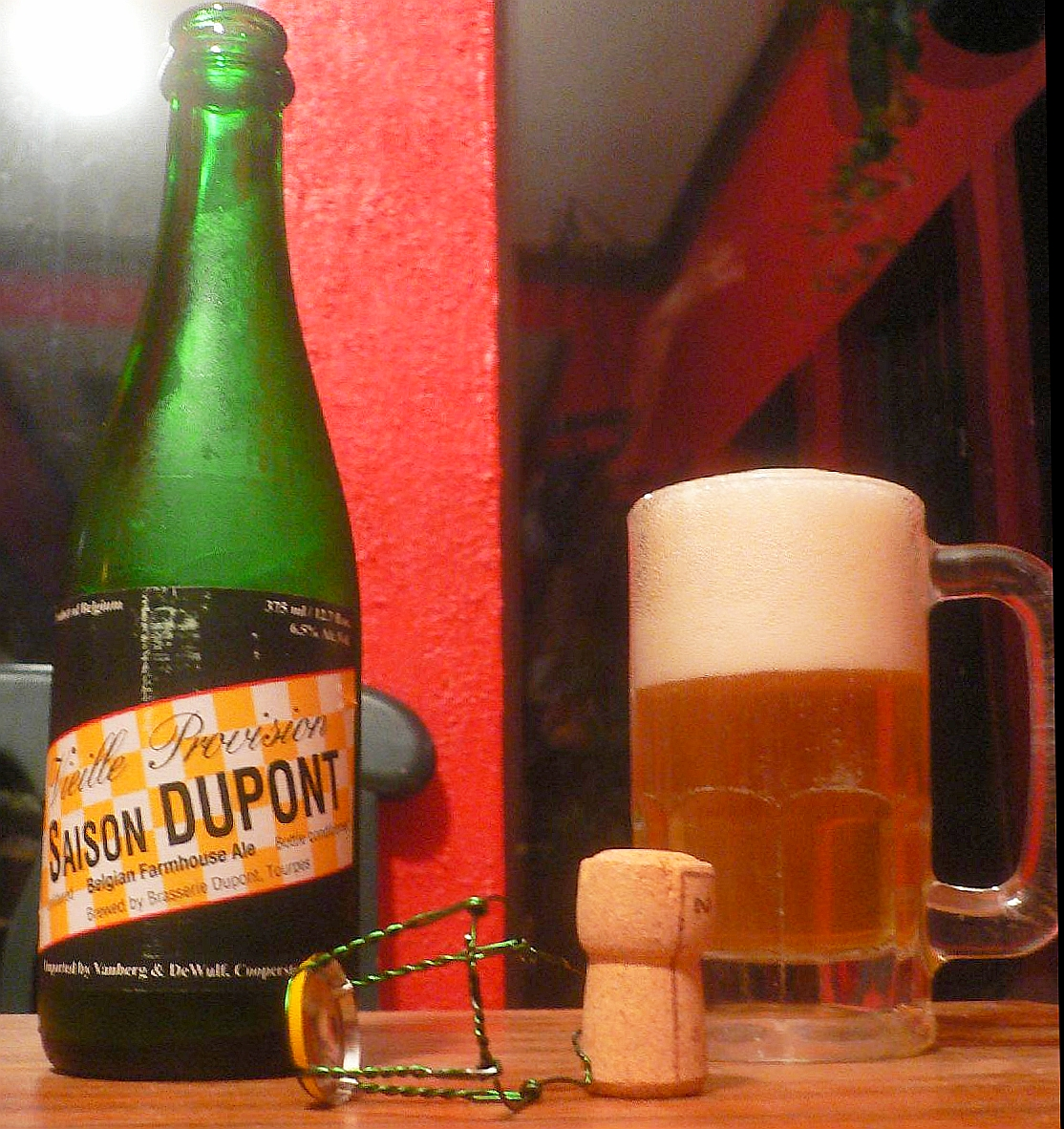
Saison Dupont Vieille Provision, o modelo para as saisons modernas

Saison (em francês, "estação", pronúncia em francês: [sɛzɔ̃]) é uma cerveja cujo teor alcoólico fica geralmente em torno de 7% ABV (álcool por volume), altamente gaseificada, frutada e picante.

## História
Como um estilo de cerveja, a Saison começou a ser produzida no século XVIII, como uma pale ale fabricada nos meses mais frios, que são menos ativos em fazendas da Valônia, a região de língua francesa da Bélgica. A produção era armazenada para ser consumida nos meses de chuva.
Naquela época, possuíam um teor alcoólico menor do que as Saisons modernas: variavam de 3 a 3,5% ABV, em média, enquanto no início do século XX estes valores subiram para entre 4,5 e 6,5% ABV.  Elas eram servidas aos trabalhadores agrícolas que tinham direito a até cinco litros para cada dia de trabalho. 
Por anteceder a invenção da refrigeração, a produção da cerveja acontecia, geralmente, nos meses mais frios. Isso evitava a deterioração, que acontece mais rapidamente quando fermentada no verão. Além disso, era uma forma dos agricultores manterem os funcionários fixos ativos durante o período de baixa produtividade. Após a fabricação, a cerveja era armazenada até o verão, quando os principais consumidores seriam os trabalhadores sazonais (“saisonniers”).

#### Composição
O tipo de malte determina a cor da Saison, mas a maioria das Saisons é de uma cor dourada nebulosa como resultado do mosto, que é principalmente malte claro ou pilsner. O uso de maltes escuros resultam na característica avermelhadas-âmbar. Além disso, algumas receitas podem usar trigo ou especiarias, como as raspas de laranja, coentro e gengibre. Algum caráter picante pode vir devido à produção de ésteres durante a fermentação em temperaturas frias.